# 富岡永洗
富岡 永洗（とみおか えいせん、元治元年3月23日〈1864年4月28日〉 - 明治38年〈1905年〉8月3日）とは、明治時代の浮世絵師、日本画家。明治年間には水野年方、武内桂舟とともに名声があり、特に艶やかな美人画で評判をとった。小林永濯の門人。通称は秀太郎。藻斎と号す。

## 来歴
信濃国松代城下御安町（現・長野県長野市松代町）に松代藩士の富岡芳山（判六）の六男として生まれる。父も「奇雪」と号する絵師であった。
初めは独学で絵を学び、青年期に陸軍参謀本部で製図の仕事をしながら18歳の時に小林永濯に付いて浮世絵を学び、藻斎永洗と号した。画業の傍ら雑誌の挿絵も手がけ、艶やかな美人画で評判を得た。その画風は、当時における流行の一典型を成したとも言われ、後の鏑木清方にも影響を与えている。師永濯の死を機に官職を辞して明治23年（1890年）から画業に専念するようになった。風俗画を得意としており、『都新聞』に入社し挿絵画家として毎日連載小説の挿絵を描くようになったが、下町の粋筋が購買層の『都新聞』は永洗が挿絵を描くのと描かないのでは、新聞の売行きが大いに違ったというほどの人気を得た。永洗の妖艶な美人画は喜多川歌麿以来といわれたが、時代物にしろ現代ものにしろ、特異な人物を描くことでも知られた。『都新聞』以外には雑誌『風俗画報』の挿絵も描いた。
明治20年（1887年）代から明治30年（1897年）代に肉筆浮世絵の美人画で活躍、その他に小学校教科書の挿絵、雑誌『文芸倶楽部』の口絵や、明治期の浮世絵師では珍しく春画なども手がけている。松本楓湖や梶田半古らとともに日本画会を創立するが、後に退会。また一方で岡倉覚三（天心）の日本美術院特別賛助員となっている。岡倉は挿絵画家出身の永洗も分け隔てなく厚遇し、円満な社交家でもあった永洗は、美術院と各界とを繋ぐメッセンジャーのような立場だった。明治31年（1898年）日本絵画協会・日本美術院連合絵画共進会では、「今様美人」が一等褒状を受けている。
晩年は本画家を志し、肉筆の風俗画、歴史画が多くなった。しかし、口絵全盛期の明治38年（1905年）、結核のため42歳で死去した。墓所は東京都港区南青山2－7－8の玉窓寺。法名は永洗院文彩秀徳居士。永洗塾が育てた口絵画家も多く、弟子に谷洗馬、浜田如洗、井川洗厓、桐谷洗鱗、宮川春汀、松本洗耳、小峰大羽、落合芳麿などがいる。

## 作品

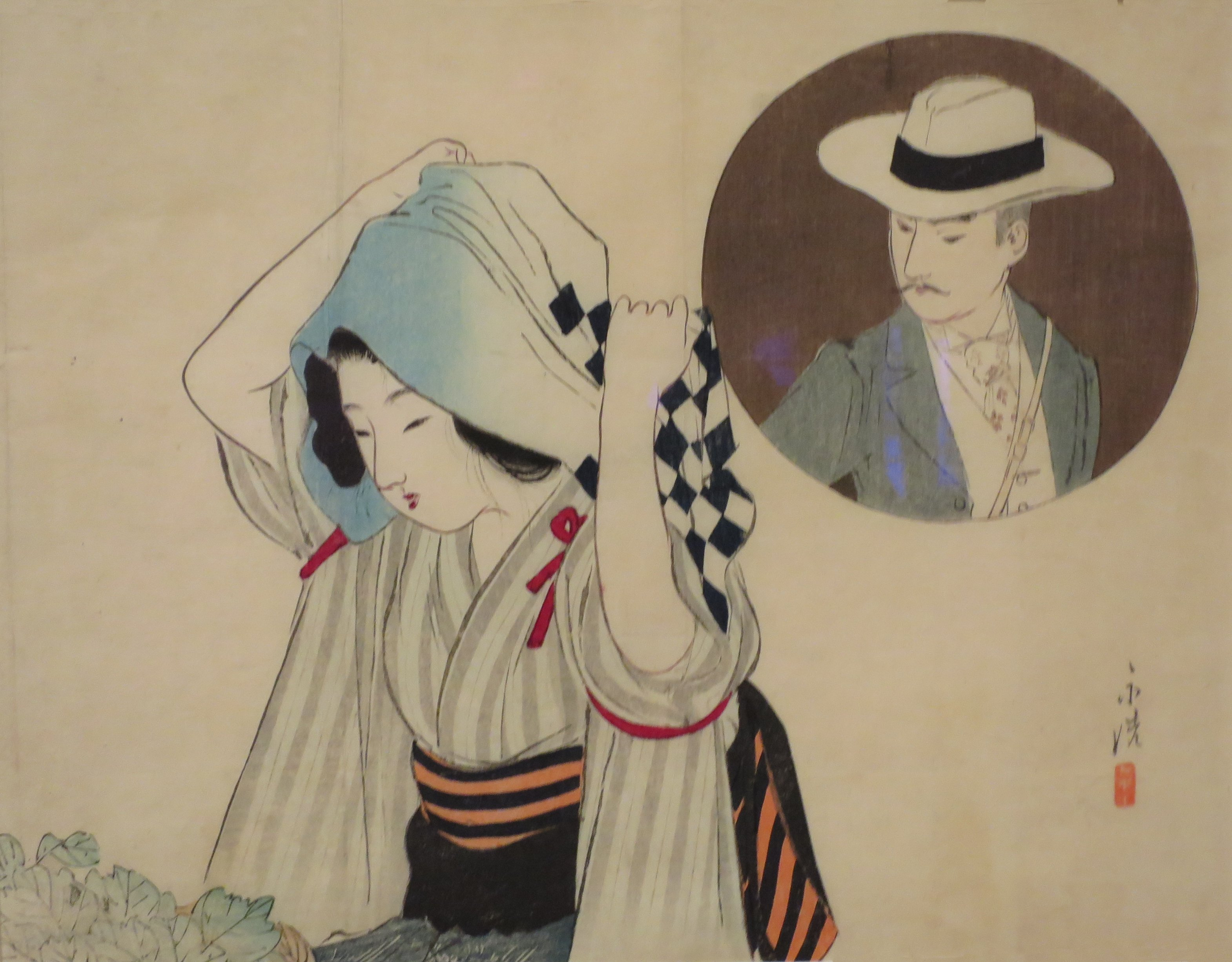
「深山がくれ」

日本画
| 作品名       | 技法     | 形状・員数 | 寸法（縦x横cm） | 所有者               | 年代               | 落款・印章 | 備考 |
| ------------ | -------- | ---------- | --------------- | -------------------- | ------------------ | ---------- | --- |
| 秋雨         | 絹本著色 | 1幅        | 64.0x42.2       | 福富太郎コレクション | 1899年（明治32年） |            | |
| 新内（行灯） | 絹本著色 | 1幅        | 126.5x57.5      | 福富太郎コレクション | 1900年（明治33年） |            | 第8回日本絵画協会 第3回日本美術院連合絵画共進会                                                                                               |
| 美人（娼妓） | 絹本著色 | 1幅        | 126.2x33.2      | 秋田市立千秋美術館   | 1900年（明治33年） |            | 第10回日本絵画協会・第5回日本美術院連合絵画共進会銀賞（最高賞）。寺崎広業筆「美人（芸姑）」との競作。広業も当時人気だった永洗風に描いている。 |
| 真宏院画像   |          | 1幅        |                 | 真田宝物館           | 1901年（明治34年） |            | 真宏院は真田幸民継室で、伊東祐相の娘の宏子。                                                                                                  |
| 雪月花美人図 | 絹本著色 | 3幅対      |                 | 長野県立美術館       |                    |            | |

錦絵
- 「うき秋」  石川県立美術館所蔵
- 「嫁入」  石川県立美術館所蔵
- 「煤払」 石川県立美術館所蔵
- 「雪の日」 石川県立美術館所蔵

春画
- やくものちぎり（八雲の契）